# Apicia micca
Apicia micca là một loài bướm đêm trong họ Geometridae.